# Limonov, la ballade
Pour les articles homonymes, voir Limonov.
Pour plus de détails, voir Fiche technique et Distribution.
Limonov, la ballade (Limonov: The Ballad of Eddie) est un film franco-italo-espagnol réalisé par Kirill Serebrennikov, sorti en 2024. Il s'agit d'une adaptation du roman Limonov d'Emmanuel Carrère narrant la vie de l'écrivain franco-russe Édouard Limonov,.
Il est présenté en compétition officielle au Festival de Cannes 2024.

## Fiche technique
Sauf indication contraire, les informations mentionnées dans cette section peuvent être confirmées par la base de données cinématographiques IMDb,  présente dans la section « Liens externes ».
- Titre original : Limonov: The Ballad of Eddie
- Titre français : Limonov, la ballade
- Réalisation : Kirill Serebrennikov
- Scénario : Kirill Serebrennikov, Paweł Pawlikowski et Ben Hopkins d'après le roman Limonov d'Emmanuel Carrère
- Pays d'origine : France - Italie - Espagne
- Genre : biographie, drame
- Date de sortie : 
  - France : 19 mai 2024 (Festival de Cannes 2024) ; 4 décembre 2024 (sortie nationale)[4]

## Distribution
- Ben Whishaw : Édouard Limonov
- Viktoria Miroshnichenko : Elena
- Tomas Arana : Stephen
- Corrado Invernizzi : Lonya
- Evgueni Mironov : Luznetsov
- Andrey Burkovsky : le poète Ievgueni Ievtouchenko
- Maria Mashkova : Anna
- Odin Lund Biron : Ethan
- Vlad Tsenev : le serveur
- Ivan Ivashkin : un poète
- Sandrine Bonnaire : l'animatrice radio à Paris
- Céline Sallette : une intellectuelle à Paris
- Louis-Do de Lencquesaing : un intellectuel à Paris
- Donald Sumpter : le père d'Edouard
- Emmanuel Carrère : lui-même